# Йохан Казимир (Анхалт-Десау)
Вижте пояснителната страница за други личности с името Йохан Казимир.
Йохан Казимир фон Анхалт-Десау (на немски: Johann Kasimir von Anhalt-Dessau; * 7 декември 1596 в Десау; † 15 септември 1660 в Десау) от род Аскани е княз на Анхалт-Десау (1618 – 1660).
Той е син на княз Йохан Георг I фон Анхалт-Десау (1567 – 1618) и втората му съпруга Доротея фон Пфалц-Зимерн (1581 – 1631) от фамилията Вителсбахи, дъщеря на пфалцграф Йохан Казимир от Пфалц-Зимерн (1543 – 1592) и Елизабет Саксонска (1552 – 1590). По-малък полубрат е на Йоахим Ернст фон Анхалт-Десау (1592 – 1615).
Йохан Казимир следва между 1608 и 1609 г. в Женева заедно с братовчед му, бъдещият княз Кристиан II фон Анхалт-Бернбург. В Женева и в Цербст княз Йохан Казимир издава латински училищни речи.
През 1617 г. чрез княз Лудвиг I фон Анхалт-Кьотен той е приет в литературното общество Fruchtbringende Gesellschaft.
През 1618 г. той поема управлението на Анхалт-Десау и се занимава почти само с лов.
На 18 май 1623 г. Йохан Казимир се жени в Десау за Агнес фон Хесен-Касел (1606 – 1650), дъщеря на ландграф Мориц фон Хесен-Касел (1572 – 1632) и първата му съпруга Юлиана фон Насау-Диленбург (1587 – 1643). Съпругата му умира на 28 май 1650 г.
Йохан Казимир се жени през 1651 г. в Десау за братовчедката си София Маргарета фон Анхалт-Бернбург (1615 – 1673), дъщеря на княз Кристиан I фон Анхалт-Бернбург (1568 – 1630) и графиня Анна фон Бентхайм-Текленбург (1579 – 1624).
На 4 октомври 1652 г. той претърпява злополука при лов и за много години е на легло. Той умира на 64 години на 15 септември 1660 г. в Десау. Неговоят син Йохан Георг II го последва като княз.

## Деца
- От първия му брак от 1623 г. с Агнес фон Хесен-Касел:[3]
  - Мориц (1624 – 1624)
  - Доротея (1625 – 1626)
  - Юлиана (1626 – 1652)
  - Йохан Георг II (1627 – 1693), княз на Анхалт-Десау (1660 – 1693)
  - Луиза (1631 – 1680), ∞ 1648 херцог Кристиан фон Лигница-Бриг (1618 – 1672)
  - Агнес (1644 – 1644)

- Вторият му брак от 1651 г. с братовчедка му София Маргарета фон Анхалт-Бернбург е бездетен.